# Nelly Mutti
Nelly Butete Kashumba Mutti, née le 30 août 1956, est une avocate et femme politique zambienne. Elle est l'actuelle et première femme présidente de l'Assemblée nationale depuis 2021,, élue sans opposition.